# おおいたホットニュース
『おおいたホットニュース』は、2007年4月2日から2010年3月26日までNHK大分放送局の総合テレビで平日夕方に放送されていたローカルニュース番組。対象地域は大分県全域。放送時間は毎週月曜 - 金曜 18:10 - 19:00。

## 出演者
- 富田典保（NHKアナウンサー）
- 岩野留衣（NHK契約キャスター）
- 工藤奈穂（当時NHK契約キャスター）